# Dansk judiskt museum
Danskt judiskt museum (danska: Dansk Jødisk Museum) är ett stiftelseägt museum på Slotsholmen i Köpenhamn som dokumenterar judarnas nästan  fyrahundraåriga historia i Danmark.
Museet, som invigdes den 8 juni 2004 i närvaro av bland andra drottning Margrethe, ligger i den del av Det Kongelige Biblioteks gamla byggnad som kallas galejhuset. Utställningslokalerna har ritats av den amerikanska arkitekten
Daniel Libeskind, som också har ritat Jüdisches Museum Berlin.
Initiativet till museet togs år 1984 i samband med att Danmarks äldsta judiska trossamfund, 
Det mosaiske Troessamfund, firade sitt 300-årsjubileum. En styrelse tillsattes och år 2001 presenterade Libeskind sitt forslag inför styrelsen. Utformningen med sneda vinklar och överraskande ytor 
är inspirerat av begreppet Mitzva och gångarna leder besökarna runt längs de fyra hebreiska bokstäverna i Mitzva.
Museets samlingar utgörs av konstverk, föremål och arkivalier, som illustrerar judarnas bidrag till dansk kultur, konst och näringsliv samt trossamfundets särart. Det stöds av den danska staten och får också bidrag från Köpenhamns kommun och olika stiftelser och privatpersoner.